# Onsen

Offizielles Symbol für ein Onsen auf japanischen Karten

Ein Onsen (japanisch 温泉, auf Karten und Schildern oft als 湯 oder ゆ (yu, heißes Wasser) dargestellt) ist die japanische Bezeichnung für eine heiße Quelle. Im Allgemeinen versteht man unter Onsen ein Thermalbad, oder einen Ort mit Hotels, die über ein von natürlichen heißen Quellen gespeistes Bad – heutzutage meist für Männer und Frauen getrennt – verfügen. Im weiteren Sinne zählt man auch Orte dazu, deren Quellwasser erhitzt werden muss.

## Charakteristiken

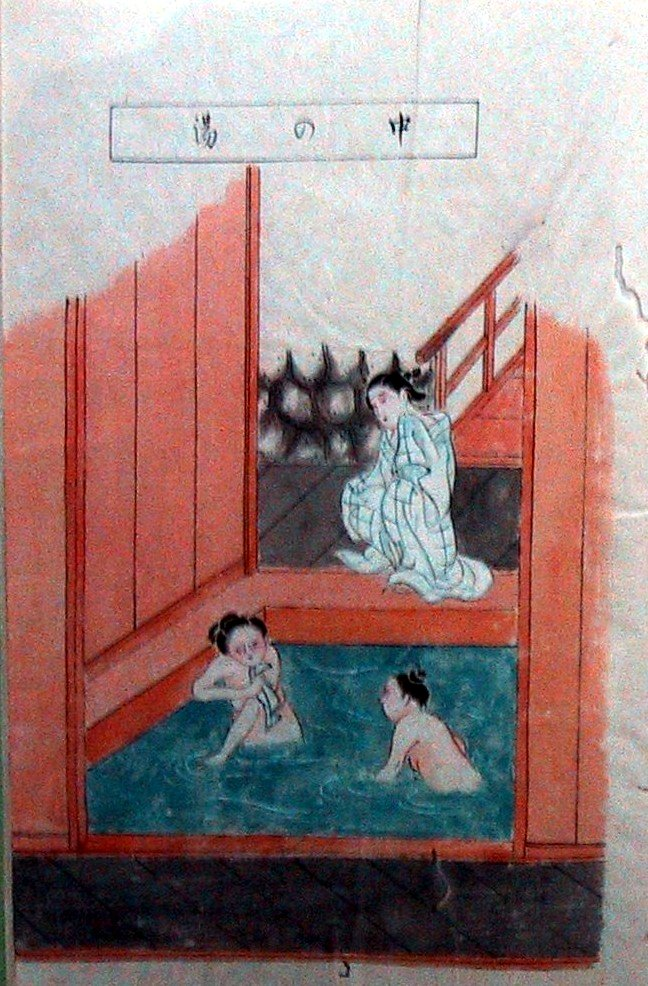
Hakone 1811

Da ganz Japan in vulkanisch aktivem Gebiet liegt, finden sich Onsen nahezu überall in Japan. Die südlichsten finden sich auf Taiwan, wo sie während der japanischen Kolonialzeit eingerichtet wurden. Städte mit vielen guten Onsen sind in Japan Kurorte (保養地, hoyōchi) nach westlichem Vorbild und man erkennt sie daran, dass ihren Namen ein „-Onsen“ angehängt ist. Die drei berühmtesten Onsen sind das Kusatsu-Onsen in Gunma, das Arima Onsen in Kobe und Gero-Onsen in Gifu. Weitere berühmte Kurorte sind das Beppu-Onsen auf Kyūshū und das Dōgo-Onsen in Matsuyama auf Shikoku.

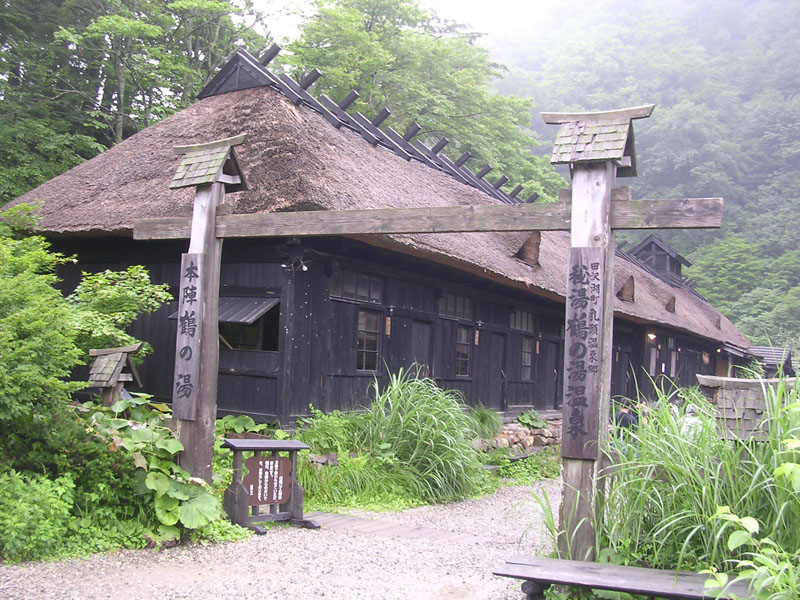
Tsuru-no-Yu-Onsen in Semboku

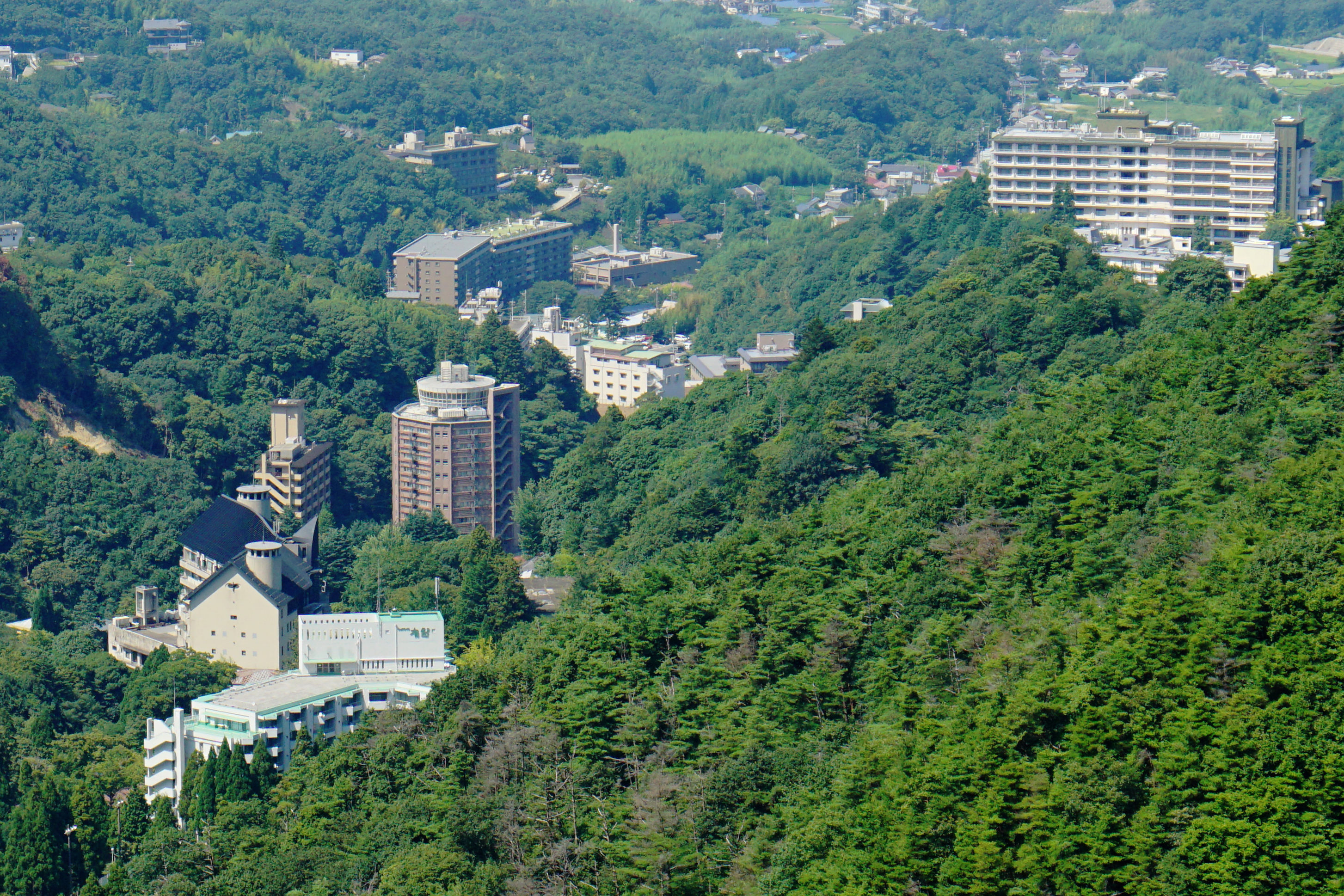
Arima Onsen

Traditionell haben Onsen ihre Becken im Freien, heutige Onsen haben meist sowohl Innen- als auch Außenbecken. Das Wasser muss anders als beim Sentō aus einer vulkanischen Quelle kommen, darf aber künstlich erhitzt werden. Viele Onsen haben auch andere Spa-Einrichtungen, künstliche Wasserfälle, Massageangebote und Saunen. Dennoch haben sich einige der berühmtesten Onsen, wie das Tsuru-no-Yu-Onsen (鶴の湯温泉) in Semboku, Präfektur Akita, ihre Ursprünglichkeit erhalten und verzichten auf solche Zusatzangebote. Aufgrund der hohen mineralischen Anteile im Wasser vieler Onsen gelten sie als gesundheitsfördernd; es kann aber auch sein, dass den verschiedenen Becken eines Onsen Minerale zugefügt werden.
Das Bad und damit auch das Onsen spielt in der japanischen Kultur eine wichtige Rolle, vornehmlich zum Entspannen nach der Arbeit. Wie auch beim Sentō wäscht man sich vor dem Eintauchen in ein Onsen-Becken gründlich. Traditionell hat im Onsen das ganze Dorf ohne Trennung der Geschlechter nackt gebadet, was sich mit der „Verwestlichung“ im Laufe der Meiji-Restauration änderte. Es gibt noch ein paar wenige Onsen, in denen Männer und Frauen unbekleidet gemeinsam baden. Öffentlich einsehbare und neuere gemischte Onsen verlangen Badebekleidung, in normalen Onsen ist diese jedoch nicht erwünscht.
Quellen, aus denen so heißes Wasser sprudelt, dass man darin nicht mehr baden kann, werden auch als Jigoku (Hölle) bezeichnet.

## Onsen-Etikette

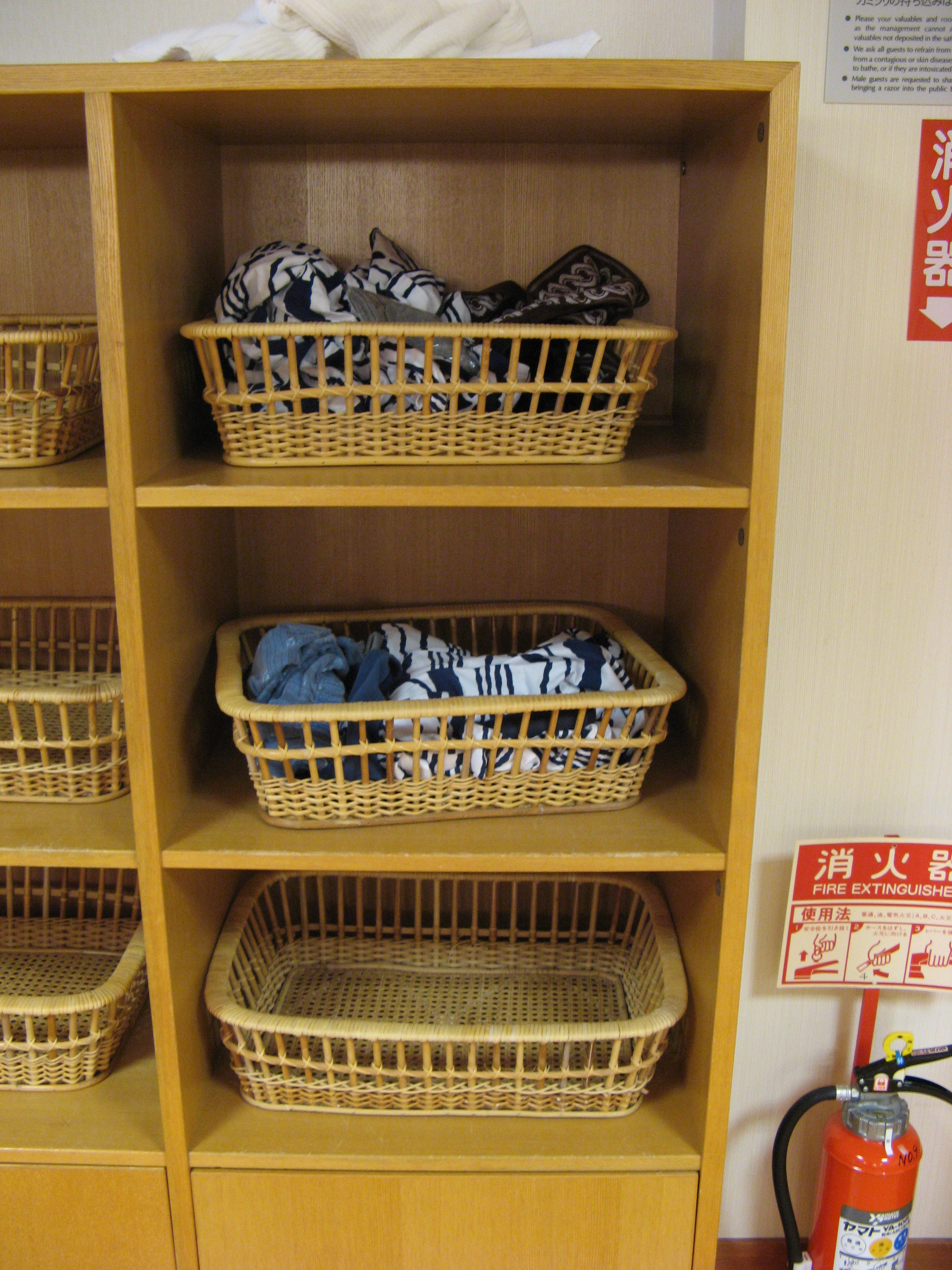
Kleiderkörbe

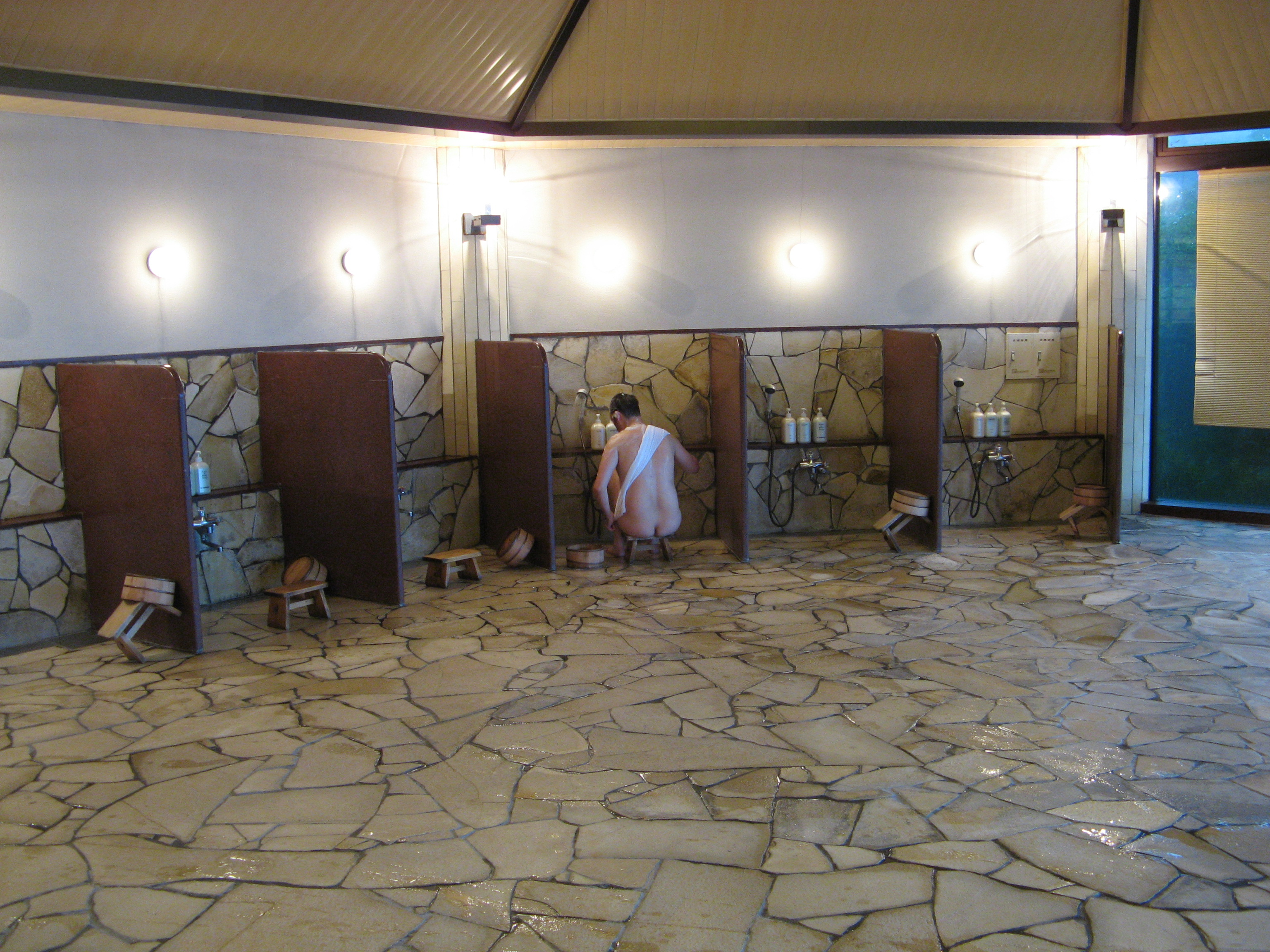
Waschzellen

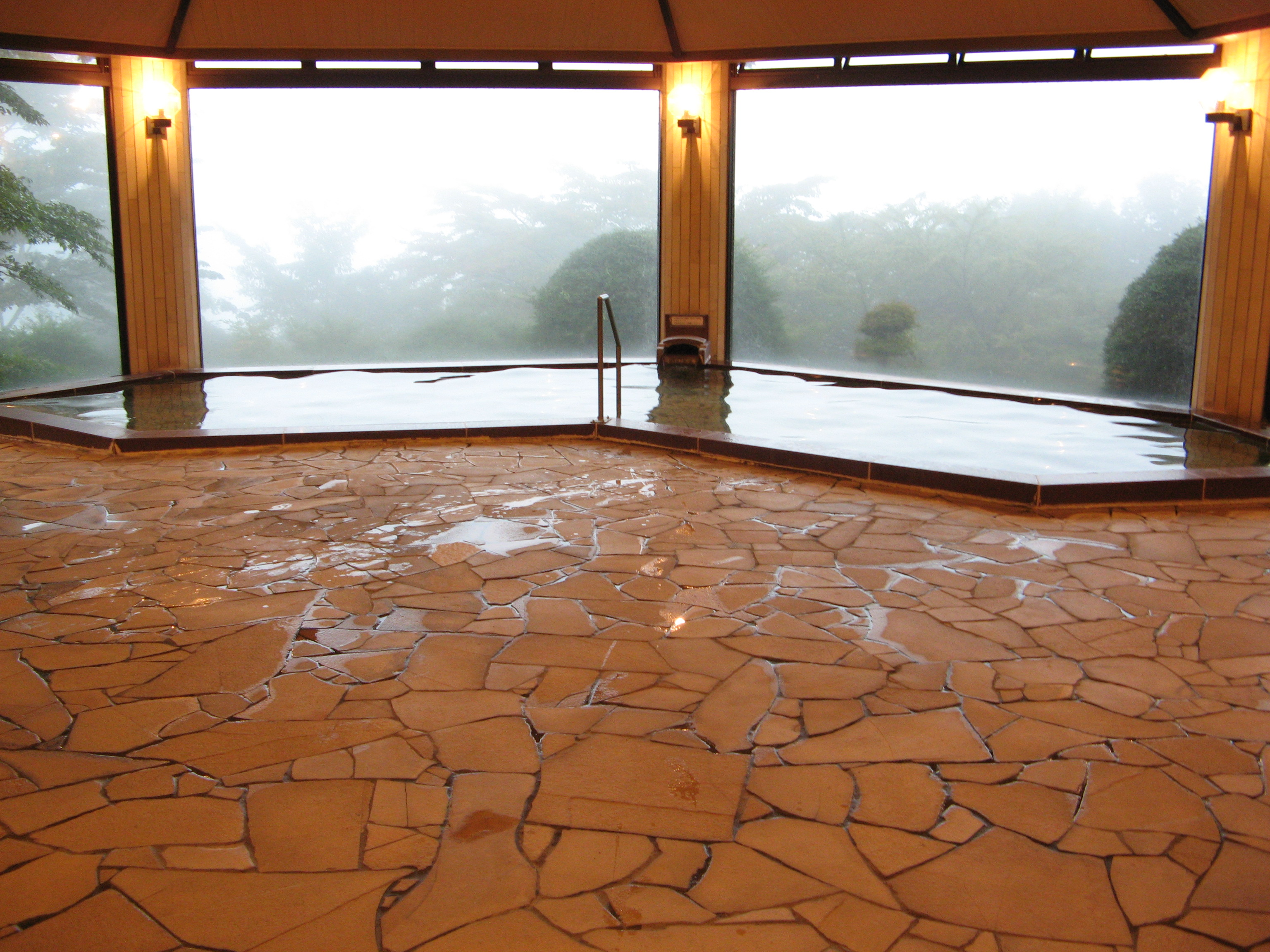
Das Bad

Tätowierungen sind in vielen Onsen, ebenso wie beim Sentō, eigentlich verboten. Dies trifft in erster Linie Mitglieder der organisierten Kriminalität (Yakuza), da in Japan Tätowierungen früher stark mit diesem Milieu verbunden waren.
Generell sind Onsen in Japan ein Ort der Entspannung, wo der strikte Verhaltenskodex, der das soziale Leben regelt, gelockert ist und die Hierarchien eingeebnet sind. Im Onsen schwitzt der kleine Angestellte gleichberechtigt neben dem Firmenboss. Es ist aber selten, dass Firmengruppen ein Onsen besuchen, viel mehr sind es Freunde, Familien und Pärchen, die zusammen ein Onsen besuchen. Es wird viel Wert auf Ruhe gelegt, ein leises Gespräch kann es aber geben. Es kann auch vorkommen, dass Fremde miteinander ein Gespräch anfangen, wozu im sonstigen Leben selten Gelegenheit besteht. 
Vor dem Bad gibt es einen Umkleidebereich, in dem die Kleidung in einen Korb oder ein Schließfach abgelegt wird. Zur Onsen-Ausrüstung gehört ein kleines Handtuch (Tenugui), das man zum Schweißabwischen auf die Stirn legen kann, außerdem kann man es während des Gehens diskret vor den Intimbereich halten oder damit eine Tätowierung verdecken. Bevor man ins Wasser steigt, nimmt man eines der kleinen Bänkchen und eine Schüssel und begibt sich zu einem der zahlreichen Waschplätze mit Kalt- und Warmwasser an einer Wand des Baderaumes: Geduscht wird dort im Sitzen auf dem Bänkchen oder man überspült sich mit Wasser aus der Schüssel. Dabei legen viele Badegäste eine Ganzkörperpflege inklusive Rasur ein.
Einige Onsen (zum Beispiel das Dōgo-Onsen) bieten nach dem Bad einen Raum zur Entspannung, in dem man im Yukata auf einem Zabuton sitzen und eine Schale Tee genießen kann.

### Fauxpas bei der Benutzung
Als Fauxpas bei der Benutzung eines Onsen gelten:
- Sich die Schuhe zu spät auszuziehen und somit den Bereich zu verschmutzen. Das Ausziehen hat meistens vor einer hölzernen Stufe zu geschehen.
- Beim Duschen vom Bänkchen aufzustehen.
- Sich vor dem Bad nicht gründlich mit Seife und Shampoo zu waschen und somit das Onsenwasser zu verschmutzen.
- Den Schaum nicht gründlich abzuspülen und somit das Onsenwasser zu verschmutzen.
- Ein benutztes Waschtuch in Berührung mit dem Onsenwasser zu bringen und somit das Onsenwasser zu verschmutzen.
- Sich beim Herausgehen in den Umkleidebereich nicht abzutrocknen.

Es gibt jedoch Ausnahmen. Personen, die frisch geduscht sind, übergießen sich häufig nur mit warmem Wasser. Vor allem der Genitalbereich und die Füße werden mit Wasser übergossen. Dies ist eine symbolische Reinigung der als „schmutzig“ empfundenen Stellen. Wenn das Waschtuch deshalb noch trocken ist, wird es im Onsenwasser genetzt.
Trotz dieser Ausnahmen sind die Grundregeln traditionsgemäß strikt einzuhalten. Ebenso sollen die Personen sauber sein. Der Toilettenbereich wird als schmutzig empfunden und deshalb zieht man sich dort andere Loafer an, um unter anderem den Badebereich nicht zu verschmutzen. Viele Verhaltensregeln sind mit einem Sauberkeitsbedürfnis erklärbar.

## Medizinische Wirkungen
Ähnlich wie auch der Besuch einer Sauna, eines Hammāms, einer Banja, eines Dampfbades oder einer Thermalquelle wirkt sich der Aufenthalt in einem Onsen positiv auf das subjektive Wohlbefinden aus. Die Durchblutung der Haut wird angeregt und die Hautalterung wird verzögert. Muskelverspannungen werden gelöst.
Menschen mit Entzündungen, mit akuten Infektionskrankheiten, mit Herz-Kreislauf-Krankheiten, mit Venenthrombosen oder Krampfaderleiden sollten keinesfalls ein Onsen, eine Sauna, eine Banja, ein Hamam, ein Dampfbad oder Thermalbad besuchen.

## Sonstiges
- Das Kartensymbol für Onsen ist auch Teil des Unicodes. Es befindet sich im Block „Verschiedene Symbole“ als Zeichen U+2668 (9832).
- Onsen-Tamago oder Onsen-Eier sind Eier, die in einem Onsen gegart wurden.